# Коріолан (трагедія)
«Коріолан» (англ. Coriolanus) — трагедія англійського драматурга Вільяма Шекспіра, написана приблизно між 1605–1608 роками.
Вперше трагедію опубліковано в Першому фоліо у 1623 році. Джерело фабули п'єси — біографія Коріолана в «Порівняльних життєписах» Плутарха.

## Дійові особи
- Кай Марцій, згодом Коріолан
- Полководці у війні проти вольсків:
  - Тіт Лартій
  - Коміній
- Мененій Агріппа — друг Коріолана
- Народні трибуни:
  - Сіціній Велут
  - Юній Брут
- Малий Марцій — син Коріолана.
- Римський гонець.
- Тулл Авфідій — полководець вольсків.
- Воєначальник — підлеглий Авфідія.
- Змовники — спільники Авфідія.
- Ніканор — римлянин.
- Містянин Анціума.
- Адріан — вольск.
- Два вартові — вольски.
- Волумнія — мати Коріолана.
- Віргілія — дружина Коріолана.
- Валерія — подруга Віргілії.
- Служниця Віргілії
- Сенатори Риму та вольсків, патриції, еділи, ліктори, воїни, глашатаї, містяни, гінці, слуги Авфідія та інші слуги.

Місце подій — Рим та його околиці, міста вольсків Коріоли, Анціум.

## Переклади українською
Перший переклад п'єси українською мовою було здійснено 1882 року Пантелеймоном Кулішем і опубліковано у 1900 році. Другий переклад, який увійшов до шеститомного зібрання творів Шекспіра видавництва «Дніпро», зробив Дмитро Павличко.

## Коріолан у мистецтві
Екранізації
- 1950 — «Коріолан» ( Франція). Режисер  — Жан Кокто. У ролі Коріолана — Жан Маре[1]
- 1968 — телевистава «Коріолан» ( СРСР). Режисер  — Давид Карасик. У ролі Коріолана — Сергій Юрський
- 2011 — художній фільм «Коріолан» ( Велика Британія). Режисер та виконавець титульної ролі — Рейф Файнз.

Театр
- 1979 — «Коріолан» (Joseph Papp Public Theater/Anspacher Theater/Delacorte Theater, м. Нью-Йорк, ( США)). Режисери — Вілфорд Ліч. У ролі Коріолана — Морган Фримен[2]
- 2014 — драматична вистава «Коріолан» (Національний театр, м. Лондон, ( Велика Британія)). Режисери — Джозі Рурк, Тим Ван Сомерен. У ролі Коріолана — Том Гіддлстон
- 2014, 29 листопада — опера «Коріолан» (Палац культури КПІ, м. Київ, ( Україна)). Режисер — Влад Троїцький, музика — Антона Байбакова, Юлії Ваш, Андрія Надольського, Жанни Марчинської, Софії Турти та Артема Дзегановського, відео — українська група «Tenpoint VJ's». У ролі Коріолана — Антон Литвинов[3][4]
- 2018, 25 грудня — драматична вистава «Коріолан» (Національний академічний драматичний театр імені Івана Франка, м. Київ, ( Україна)). Режисер Дмитро Богомазов, переклад Дмитро Павличко. У ролі Коріолана — Дмитро Рибалевський та Олександр Форманчук[5][6][7]
  - вистава стала лауреатом премії «Київська пектораль (2019)» у номінаціях «За кращу режисерську роботу» та «За кращу драматичну виставу»; перемогла у VIII Міжнародній театральній премії академії (Акт Авард, Китай, 2019) у номінаціях: «Краща вистава», «Краща головна роль» (Дмитро Рибалевський), «Краща роль другого плану» (Олексій Богданович), «Кращий дебют» (Олександр Рудинський); стала лауреатом II Всеукраїнського театральномого фестивалю-премії «GRA–2019» у номінаціях: «Краща чоловіча роль» (Дмитро Рибалевський), «Краща сценографія» (Петро Богомазов), «Краща пластика» (Олексій Бусько)